# Dobreni
Dobreni é uma comuna romena localizada no distrito de Neamţ, na região de Moldávia. A comuna possui uma área de 23.43 km² e sua população era de 1768 habitantes segundo o censo de 2007.